# ادواردو بونوایت
ادواردو بونوایت (اسپانیایی: Eduardo Bonvallet‎; ۱۳ ژانویهٔ ۱۹۵۵ – ۱۸ سپتامبر ۲۰۱۵) بازیکن و مربی فوتبال اهل شیلی بود.
از باشگاه‌هایی که در آن بازی کرده‌است می‌توان به باشگاه فوتبال یونیورسیداد شیلی اشاره کرد.
وی همچنین در تیم ملی فوتبال شیلی بازی کرده‌است.